# Sender Biedenkopf
Der Sender Biedenkopf ist eine seit 1953 existierende Sendeanlage des Hessischen Rundfunks auf der Sackpfeife (673,3 m ü. NHN), einem Berg im Rothaargebirge auf der Grenze der Landkreise Waldeck-Frankenberg und Marburg-Biedenkopf in Hessen.
Aufgrund der unmittelbaren Nähe zu Nordrhein-Westfalen nutzt auch der WDR diese Anlage unter der Bezeichnung Sender Wittgenstein mit.

## Geographische Lage
Der Sender Biedenkopf liegt im Südteil des Rothaargebirges. Er befindet sich im Stadtgebiet von Biedenkopf rund 2,3 km nordöstlich von dessen Ortsteil Weifenbach und etwa 660 m (jeweils Luftlinie) südwestlich vom im Hatzfelder Stadtgebiet gelegenen Sackpfeifengipfel auf etwa 666 m Höhe. Rund 270 m westnordwestlich des Berggipfels steht – außer dem Sendemast der Anlage – ein weiterer Sendemast.

## Beschreibung
Als Antennenträger dient ein 210 m hoher abgespannter Stahlfachwerkmast mit 1,8 m × 1,8 m Querschnitt, der Mast steht auf einer Kugel. Er dient seit 1982 als Ersatz für einen Stahlrohrmast mit gelenkiger Zwischenisolation. Er ist umgeben von dem Gelände einer Funkstelle. Die Funkstelle war bis vor wenigen Jahren noch 24 Stunden am Tag besetzt.

## Frequenzen und Programme

### Analoger Hörfunk (UKW)
Beim Antennendiagramm sind im Falle gerichteter Strahlung die Hauptstrahlrichtungen in Grad angegeben. In UKW werden folgende Programme ausgestrahlt:
| Frequenz (MHz) | Programm | RDS PS                | RDS PI                | Regionalisierung    | ERP (kW) | Antennendiagramm rund (ND)/gerichtet (D) | Polarisation horizontal (H)/vertikal (V) |
| -------------- | -------- | --------------------- | --------------------- | ------------------- | -------- | ---------------------------------------- | ---------------------------------------- |
| 91,0           | hr1      | __hr1___ 1)           | D361                  | –                   | 100      | ND                                       | H                                        |
| 87,6           | hr3      | __hr3___ 1)           | D363                  | –                   | 100      | ND                                       | H                                        |
| 104,3          | hr4      | hr4Mitte, __hr4___ 1) | D764 (regional), D364 | Mittelhessen        | 100      | ND                                       | H                                        |
| 102,3          | You FM   | _YOU_FM_              | D366                  | –                   | 10       | D (40°-180°)                             | H                                        |
| 99,6           | hr-info  | hr-info_ 1)           | D367                  | –                   | 100      | ND                                       | H                                        |
| 92,3           | WDR 2    | WDR_2_SI, WDR_2___    | DB92 D392             | Siegen/Südwestfalen | 15       | ND                                       | H                                        |
| 88,7           | WDR 3    | WDR_3___              | D393                  | –                   | 15       | ND                                       | H                                        |

1) Manchmal dynamisch mit Sendungsinformationen, Musiktitelinformationen oder Webadressen
Bis 30. Juni 1987 wurde zudem WDR 3 auf 95,8 MHz mit 15 kW ND H gesendet. Diese Frequenz wurde am 1. Juli 1987 für WDR 1 zum Sender Ederkopf verlegt. Seither wird am Sender Biedenkopf für WDR 3 die bis dahin für WDR 1 verwendete Frequenz 88,7 MHz genutzt. Auf der Frequenz 102,3 MHz wurde bis April 2005 das Regionalfenster Nordhessen hr4_Nord von hr4 ausgestrahlt. Daraufhin wurde auf dieser Frequenz hr-info übertragen. Am 11. Februar 2013 kam es zu einer Frequenzrochade beim Hessischen Rundfunk, infolge derer hr2 unter anderem die Frequenz 99,6 MHz am Sender Biedenkopf ersatzlos verlor. Stattdessen wechselte hr-info auf diese Frequenz und die dadurch freigewordene Frequenz 102,3 MHz ging an YOU FM.

### Digitales Radio (DAB+)
Seit dem 12. Oktober 2016 wird der bundesweite Digitalradio-Multiplex über den Sender Biedenkopf verbreitet. Der sogenannte Bundesmux wird im bundesweit einheitlich genutzten Kanal 5C im Gleichwellennetz (Single Frequency Network) übertragen. In DAB+ werden folgende Programme ausgestrahlt:
| Block                        | Programme | ERP (in kW) | Antennendiagramm rund (ND), gerichtet (D) | Gleichwellennetz (SFN) |
| ---------------------------- | --- | ----------- | ----------------------------------------- | --- |
| 5C DR Deutschland (D__00188) | DAB+ Block der Media Broadcast: - Absolut relax (72 kbps) - Dlf (104 kbps) - Dlf Kultur (112 kbps) - Dlf Nova (104 kbps) - DRadio DokDeb (48 kbps) - Energy Digital (72 kbps) - ERF Plus (64 kbps) - Klassik Radio (72 kbps) - Radio Bob (72 kbps) - Radio Horeb (48 kbps) - Radio Schlagerparadies (64 kbps) - Schwarzwaldradio (64 kbps) - sunshine live (72 kbps) - DRadio Daten (32 kbps Daten) - EPG Deutschland (16 kbps Daten) - TPEG (16 kbps Daten) - TPEG_MM (16 kbps Daten) | 10          | D (30–170°)                               | - Baden-Württemberg: Aalen, Baden-Baden (Fremersberg), Bad Mergentheim, Blauen, Brandenkopf, Donaueschingen, Feldberg im Schwarzwald, Freiburg (Vogtsburg-Totenkopf), Geislingen (Oberböhringen), Großerlach (Hohe Brach), Heidelberg (Königstuhl), Heilbronn (Schweinsberg), Hochrhein (Rickenbach), Hornisgrinde, Pforzheim (Schömberg-Langenbrand), Raichberg, Ravensburg (Höchsten), Reutlingen, Stuttgart (Frauenkopf), Ulm (Kuhberg) - Bayern: Amberg (Hirschau), Aschaffenburg (Pfaffenberg), Augsburg (Hotelturm), Bad Tölz (Gaißach), Bamberg (Geisberg), Büttelberg, Brotjacklriegel, Dillberg, Grünten, Herzogstand, Hochberg (Traunstein), Hoher Bogen, Inntal (Ebbs), Ingolstadt (Gelbelsee), Kreuzberg/Rhön, Landshut (Altdorf), München (Olympiaturm), Nennslingen (Büchelberg), Nürnberg, Oberammergau, Ochsenkopf, Passau, Pfänder, Pfaffenhofen, Pfarrkirchen, Pfronten, Regensburg (Hohe Linie), Unterringingen, Untersberg, Wendelstein (Bayrischzell), Würzburg (Frankenwarte) - Berlin: Berlin (Alexanderplatz), Berlin (Scholzplatz) - Brandenburg: Bad Belzig, Booßen, Brandenburg/Havel, Calau, Casekow, Cottbus, Eisenhüttenstadt, Petkus, Pritzwalk, Templin - Bremen: Bremen (Walle), Bremerhaven-Schiffdorf - Hamburg: Hamburg (Moorfleet), Hamburg (Heinrich-Hertz-Turm) - Hessen: Bad Hersfeld (Rimberg), Biedenkopf (Sackpfeife), Fulda (Hummelskopf), Frankfurt (Europaturm), Gelnhausen (Schnepfenkopf), Gießen (Dünsberg), Großer Feldberg, Hardberg, Hohe Wurzel, Hoher Meißner, Kassel (Habichtswald), Mainz-Kastel - Mecklenburg-Vorpommern: Garz (Rügen), Güstrow, Malchin, Neubrandenburg-Süd, Rostock (Toitenwinkel), Röbel, Schwerin (Zippendorf-Gr.Dreesch), Torgelow, Wismar/Rüggow, Züssow - Niedersachsen: Aurich-Popens, Braunschweig (Broitzem), Braunschweig (Drachenberg), Cuxhaven-Stadt, Dannenberg, Göttingen (Bovenden-Osterberg), Hannover (Telemax), Lingen, Lüneburg-Neu Wendhausen, Molbergen-Peheim, Osnabrück (Bramsche-Schleptruper Egge), Hildesheim (Sibbesse), Steinkimmen, Uelzen, Visselhövede, Wilhelmshaven - Nordrhein-Westfalen: Aachen (Karlshöhe), Bielefeld (Hünenburg), Bonn (Venusberg), Dortmund (Florianturm), Düsseldorf (Rheinturm), Eggegebirge, Herscheid, Hochsauerland (Hunau), Hürtgenwald-Großhau, Köln (Colonius), Langenberg, Lügde-Rischenau (Köterberg), Minden (Jakobsberg), Münster (Fernmeldeturm), Schöppingen, Siegen-Süd, Wesel - Rheinland-Pfalz: Bad Kreuznach (Schanzenkopf), Bad Marienberg (Westerwald), Bornberg, Daun (Eifel), Edenkoben (Kalmit), Heckenbach-Schöneberg (Ahrweiler), Idar-Oberstein, Kaiserslautern, Kettrichhof, Koblenz (Kühkopf), Trier (Petrisberg) - Saarland: Merzig-Merchingen, Saarbrücken (Schoksberg) - Sachsen: Chemnitz, Dresden, Geyer, Leipzig, Löbau, Neustadt, Oschatz, Schöneck, Zwickau Ost - Sachsen-Anhalt: Brocken, Burg, Dequede, Petersberg, Pettstädt (Weißenfels), Schneidlingen, Wittenberg - Schleswig-Holstein: Bungsberg, Flensburg, Heide, Helgoland, Hennstedt, Kiel (Kronshagen), Lübeck (Stockelsdorf), Schleswig, Niebüll (Süderlügum), Westerland (Sylt) - Thüringen: Bleßberg (Sonneberg), Erfurt-Hochheim, Gera, Inselsberg, Jena (Oßmaritz), Kulpenberg, Saalfeld (Remda), Lobenstein (Sieglitzberg), Weimar (Ettersberg) |
| 6A HESSEN NORD (D__00398)    | DAB-Multiplex der Hessen Digital Radio: - bigFM Hessen (72 kbps) - Freies Radio Kassel (64 kbps) - 80er Radio Harmony (80 kbps) - Hit Radio FFH (KS) (80 kbps) - Hit Radio FFH (FD) (80 kbps) - Hit Radio FFH (GI) (80 kbps) - Oldie Antenne (72 kbps) - planet radio (80 kbps) - Radio Bollerwagen (72 kbps) - Radio Teddy (56 kbps) - Radio Unerhört Marburg (64 kbps) - Radio Vidovdan (72 kbps) - RundFunk Meißner (64 kbps) - The Wolf Hessen (72 kbps)                           | 5           | D (30–170°)                               | Biedenkopf (Sackpfeife), Fulda (Hummelskopf), Gießen (Dünsberg), Habichtswald, Hoher Meißner |
| 7B hr Radio (D__30122)       | DAB+-Multiplex des HR: - hr1 Rhein-Main (Süd) (88 kbps) - hr1 Nordhessen (Nord) (88 kbps) - hr1 Mittelhessen (Mitte) (88 kbps) - hr2 (136 kbps) - hr3 Rhein-Main (Süd) (88 kbps) - hr3 Nordhessen (Nord) (88 kbps) - hr3 Mittelhessen (Mitte) (88 kbps) - hr4 Rhein-Main (Süd) (88 kbps) - hr4 Nordhessen (Nord) (88 kbps) - hr4 Mittelhessen (Mitte) (88 kbps) - YOU FM (88 kbps) - hr-iNFO (88 kbps) - hr EPG (32 kbps) - hr journaline (32 kbps) - hr TPEG (32 kbps)                | 10          | ND                                        | - Nordhessen: Habichtswald, Hoher Meißner, Holzminden-Neuhaus, Haina/Hohes Lohr (geplant) - Osthessen: Heidelstein/Rhön, Kreuzberg, Rimberg, Schlüchtern, Bad Hersfeld (Wippershainer Höhe) (geplant) - Mittelhessen: Biedenkopf (Sackpfeife), Diez/Lahntal, Gießen (Dünsberg), Herborn-Burg, Driedorf/Höllberg (Westerwald), Hoherodskopf (Vogelsberg) (geplant) - Rhein/Main: Großer Feldberg (Taunus), Frankfurt (Europaturm), Gelnhausen (Schnepfenkopf), Hohe Wurzel, Mainz-Kastel - Südhessen: Darmstadt-Weiterstadt, Hardberg, Würzberg, Krehberg (Odenwald) (geplant) |
| 11D Radio für NRW (D__00236) | DAB-Multiplex des WDR: - 1 Live (88 kbps) - 1 Live diggi (88 kbps) - WDR 2 Rhein-Ruhr (RR) (88 kbps) - WDR 2 Ostwestfalen-Lippe (OW) (88 kbps) - WDR 2 Südwestfalen (SW) (88 kbps) - WDR 3 (120 kbps) - WDR 4 Rhein-Ruhr (RR) (88 kbps) - WDR 4 Ostwestfalen-Lippe (OW) (88 kbps) - WDR 4 Südwestfalen (SW) (88 kbps) - WDR 5 (88 kbps) - WDRcosmo (80 kbps) - WDR Maus (80 kbps) - WDR Event (56 kbps) - WDR EPG (8 kbps) - ARD TPEG (16 kbps)                                        | 1           | ND                                        | - Region Aachen: Aachen (Stolberg-Donnerberg), Eifel (Dahlem-Bärbelkreuz) - Bergisches Land: Engelskirchen (Hohe Warte), Gummersbach (Kerberg), Remscheid (Hohenhagen), Wuppertal (Auf der Königshöhe) - Rheinland: Bonn (Venusberg), Köln (Kölnturm) - Rhein-Ruhr: Düsseldorf (Rheinturm), Gelsenkirchen-Scholven, Kleve (Bresserberg), Langenberg (Hordtberg), Viersen (Süchtelner Höhen) - Ruhrgebiet: Dortmund (Florianturm) - Münsterland: Ibbenbüren (Blomenkamp), Münster (Nottuln-Baumberge), Oelde (Mackenberg), Schöppingen - Ostwestfalen-Lippe: Bad Oeynhausen (P.Westf.-Wittekindsberg), Bielefeld (Hünenburg), Herford (Eggeberg), Höxter (Holzminden), Stemwede (Arrenkamp), Teutoburger Wald (Bielstein), Warburg, Willebadessen (Eggegebirge) - Südwestfalen: Arnsberg (Schlossberg), Biedenkopf (Sackpfeife), Ederkopf (Oberste Henn), Hallenberg (Bollerberg), Hochsauerland (Hunau), Lennestadt (Kuhhelle), Meschede, Nordhelle, Olsberg, Siegen (Giersberg) |

### Analoges Fernsehen
Bis zur Umstellung auf DVB-T am 29. Mai 2006 wurde von der Sendeanlage Biedenkopf (Sackpfeife) folgendes Programm in analogem PAL gesendet:
| Kanal | Frequenz (MHz) | Programm       | ERP (kW) | Sendediagramm rund (ND)/ gerichtet (D) | Polarisation horizontal (H)/ vertikal (V) |
| ----- | -------------- | -------------- | -------- | -------------------------------------- | ----------------------------------------- |
| 2     | 48,25          | Das Erste (hr) | 100      | D (90°) Quelle: ARD Wittsmoorliste     | H                                         |